# دومينيكا سيبولكوفا
 دومينيكا سيبولكوفا (بالسلوفاكية: Dominika Cibulková)‏ (مواليد 6 مايو 1989 في براتيسلافا) هي لاعبة كرة مضرب سلوفاكية بدأت مسيرتها كمحترفة سنة 2004 تلعب باليد اليمنى وتحتل حالياً المرتبة رقم. 6 (9 يناير 2017) في تصنيف رابطة محترفات كرة المضرب. أعلى تصنيف لها في الفردي كان المركز الـ 5 في سنة 2016. أعلى تصنيف لها في الزوجي كان المركز الـ 59 في سنة 2012. شاركت في دورة الألعاب الأولمبية الصيفية.

## روابط إضافية
- The Dominika Cibulkova Official site
- على موقع رابطة محترفات كرة المضرب

## روابط خارجية
- دومينيكا سيبولكوفا على موقع رابطة محترفات التنس (الإنجليزية)
- دومينيكا سيبولكوفا على موقع الاتحاد الدولي لكرة المضرب (الإنجليزية)
- دومينيكا سيبولكوفا على موقع كأس بيلي جين كينغ (الإنجليزية)
- دومينيكا سيبولكوفا على موقع خلاصة التنس.كوم (الإنجليزية)
- دومينيكا سيبولكوفا على موقع اللجنة الأولمبية الدولية (الإنجليزية)
- دومينيكا سيبولكوفا على موقع أوليمبيديا (الإنجليزية)
- دومينيكا سيبولكوفا على موقع اللجنة الأولمبية السلوفاكية (السلوفاكية)